# Lee Kwon-mu
Lee Kwon-mu (en coréen : 리권무), aussi connu comme Yi Kwon-mu ou Ri Gwon-mu (né le 1914 en Mandchourie et mort vers 1986) est un militaire nord-coréen.
Il est général dans l'Armée populaire de Corée pendant la guerre de Corée. Il a commandé une division, puis un corps, sur la ligne de front du conflit et a reçu les deux plus hautes distinctions militaires de la Corée du Nord, le héros de la République et l'ordre du Drapeau national (première classe).
Avant son implication en Corée du Nord, ce fils de refugiés nord-coréens, né en Chine a fait allégeance à ce pays, intégrant la 8e armée de route. Il a été formé en Union des républiques socialistes soviétiques (URSS).